# Metamorphosis: The Alien Factor
Metamorphosis: The Alien Factor è un film statunitense del 1990 diretto da Glenn Takajian.

## Trama
Il Dr. Foster, un bioricercatore, si trova nel suo laboratorio e sta analizzando alcuni strani campioni quando viene contaminato da un'entità aliena. Dopo una breve fase di mutazione, il dottore si trasforma in un mostro. La sua prima vittima è la guardia presso il laboratorio in cui stava lavorando. Le figlie della guardia si preoccupano perché il padre non le ha chiamate e così si recano al laboratorio dove devono affrontare la mostruosa creatura.

## Produzione
Dopo il discreto successo del film del 1983 The Deadly Spawn, Ted A. Bohus e il socio Ron Giannotto scelsero di fare un sequel, ma la trama evolse in qualcosa di diverso e il film si può definire un prodotto a sé stante. Con un budget leggermente più alto rispetto al prequel, la produzione utilizzò un magazzino abbandonato di Jersey City e per gli esterni e per alcune riprese interne un edificio per uffici ad Hackensack.

## Distribuzione

### Date di uscita
Alcune delle uscite internazionali nel corso del 1990 e del 1993 sono state:
- 5 novembre 1990 in Germania
- 15 dicembre 1993 negli Stati Uniti
- in Polonia (Metamorfoza: Obcy)
- in Francia (Metamorphosis)

### Divieti
- Stati Uniti: R (Restricted)
- Regno Unito: divieto ai minori di 18 anni